# 신스틸러 페스티벌
신스틸러 페스티벌(Scene Stealer Festival)은 대한민국의 연중 영화행사이다.

## 수상

### 22 Scene Stealers of the Year
2015년
- 오달수
- 유해진
- 진경
- 오광록
- 안길강
- 정만식
- 장광
- 박혁권
- 박철민 (배우)
- 김뢰하
- 기주봉
- 고수희
- 김성오
- 김정태 (배우)
- 이문식
- 이미도 (배우)
- 이원종 (1966년)
- 이재용 (배우)
- 박철민 (배우)
- 황석정
- 이준 (배우)

2016년
- 고창석
- 김상호 (배우)
- 김희원 (배우)
- 박철민 (배우)
- 김인권
- 성지루
- 오정세
- 조재윤
- 장현성
- 이한위
- 이병준 (1964년)
- 김원해
- 이승준 (1973년)
- 김응수 (배우)
- 김병옥 (배우)
- 라미란
- 문정희 (배우)
- 예지원
- 장영남
- 류현경

2021년
- 김병옥, 김인권, 남경읍, 문희경, 김영선, 소희정
- 정해균, 이규성, 양현민, 지대한, 이중옥
- 정영주, 안창환, 진서연, 손담비, 이정은, 이정준

2023년
- 임철수[1]
- 이준영[2]
- 곽동연[3]

### Achievement Award
- 김영옥 (배우)[4]

### Rookie Scene Stealers of the Year
- 신혜선[4]
- 온유[5]

### Director Award

#### 2016년
- 김한민[4]